# Quist de mama
Un quist de mama és una bossa plena de líquid dins del pit. Un pit pot tenir un o més quists mamaris. Sovint es descriuen com a grumolls rodons o ovals amb vores diferents. En textura, un quist de mama se sent generalment com un raïm suau o un globus ple d'aigua, però de vegades un quist de mama se sent ferm.
Els quists de mama poden ser dolorosos i poden ser preocupants, però generalment són benignes. Són més freqüents en dones premenopàusiques d'entre 30 i 40 anys. Normalment desapareixen després de la menopausa, però poden persistir o reaparèixer quan s'utilitza la teràpia hormonal. També són freqüents en adolescents. Els quists de mama poden formar part de la malaltia fibroquística. El dolor i la inflor sol ser pitjor a la segona meitat del cicle menstrual o durant l'embaràs.
El tractament dels quists de mama no sol ser necessari tret que siguin dolorosos o causin molèsties. En la majoria dels casos, el malestar que causen es pot alleujar drenant el líquid del quist. Els quists es formen com a resultat del creixement de les glàndules lactíferes i la seva mida pot variar des de més petit que un pèsol fins a més gran que una pilota de ping-pong. Tot i que alguns quists grans se senten com grumolls, la majoria dels quists no es poden identificar durant els exàmens físics.
Els quists de mama no s'han de confondre amb els «quists de llet» (galactocels), que solen aparèixer durant el deslletament.

## Signes i símptomes
Els signes i símptomes dels quists de mama inclouen: 
- Un nucli de pit rodó o oval llis i fàcilment desplaçable amb vores diferents.
- Dolor o sensibilitat al pit a la zona del grumoll.
- Augment de la mida del grumoll i la sensibilitat just abans de la menstruació.
- Disminució de la mida del grumoll i resolució d'altres signes i símptomes després de la menstruació.
- Tenir un o molts quists de mama simples no augmenta el risc de càncer de mama d'una persona.[4]

Sovint no es troben grumolls a la mama durant les autoexploracions o els exàmens físics. Tanmateix, en alguns casos es poden sentir al tacte, sobretot si són més grans.
Els pits solen tenir grumolls o nòduls com a conseqüència dels canvis hormonals que pateixen les dones durant el seu cicle menstrual. No obstant això, els nous grumolls de pit sempre s'han de derivar a un especialista.
Els quists també es poden confondre amb les infeccions que es formen al mugró o a l'arèola. Un quist comú és una infecció localitzada d'un conducte al mugró. Això pot passar tant si s'està donant el pit com si no, (si si s'està donant el pit també podria ser una butllofa) això es converteix en un cop que després pot començar a semblar groc i blanc (s'omple de pus). S'ha de consultar amb el metge si no s'està segura o si es té altres símptomes que siguin preocupants.
La fuita de líquid d'un quist, com pot passar a causa d'una punció o compressió vigorosa durant la mamografia, o a causa d'una lesió amb el cinturó de seguretat en el curs d'un accident d'automòbil, pot provocar una inflamació asèptica al teixit mamari circumdant.

## Diagnosi
La naturalesa quística d'un bony al pit es pot confirmar mitjançant un examen ecogràfic, aspiració (eliminació del contingut amb agulla) o mamografia. L'ecografia també pot mostrar si el quist conté nòduls sòlids, un signe que la lesió pot ser precancerosa o cancerosa. L'examen per part d'un citopatòleg del líquid aspirat del quist també pot ajudar amb aquest diagnòstic. En particular, s'ha d'enviar a un laboratori per comprovar si està tacat de sang.

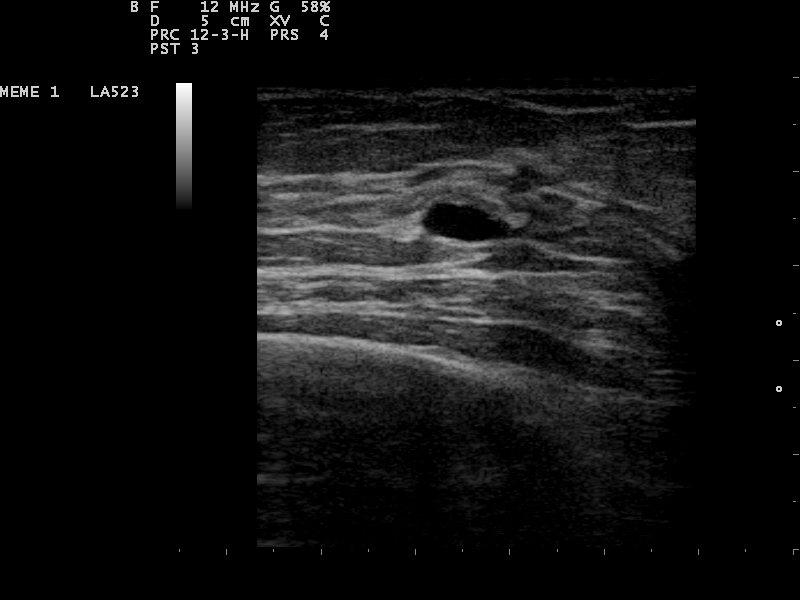
Ecografia que mostra un petit quist a la mama
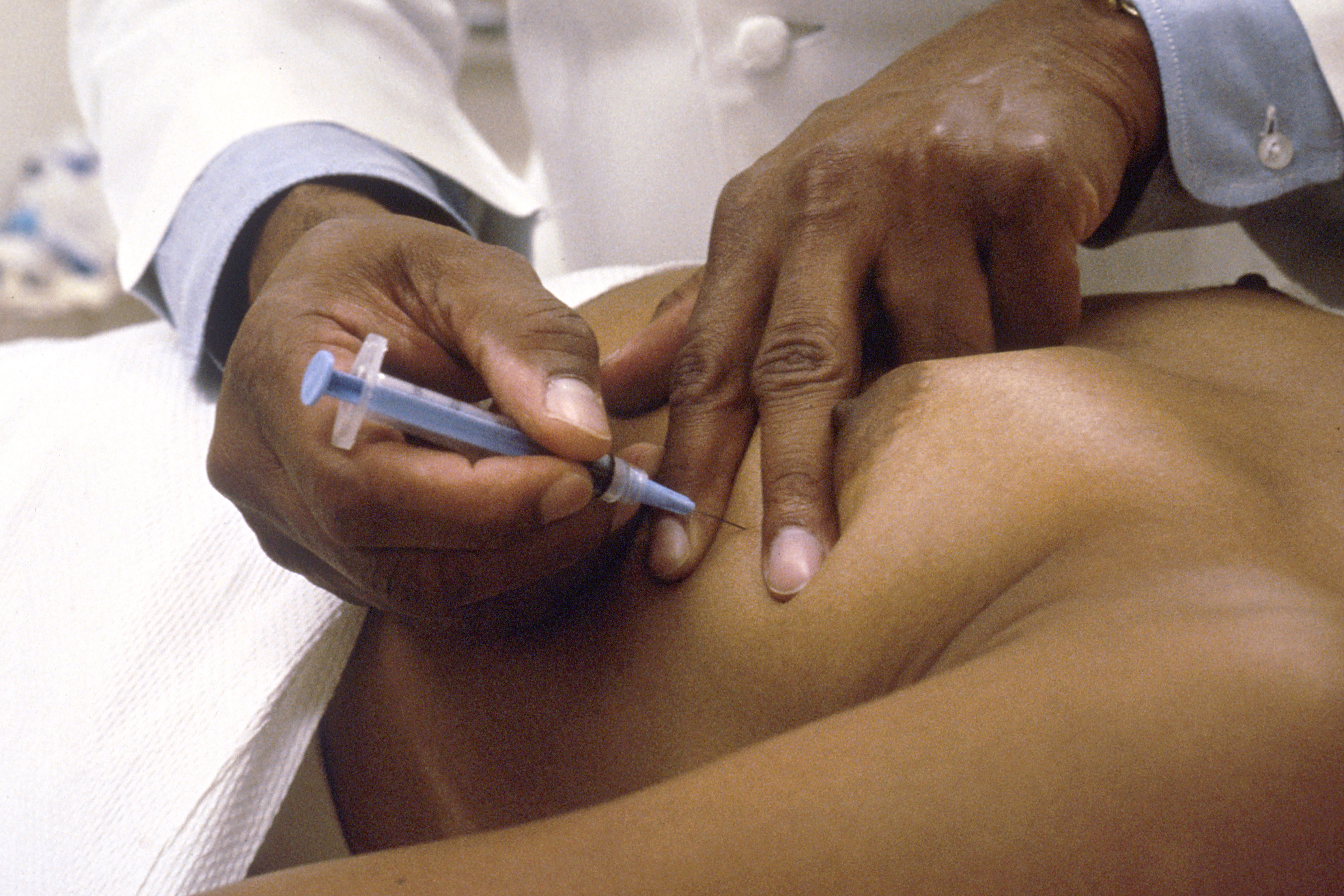
Es realitza una biòpsia amb punció aspirativa amb agulla fina per determinar la naturalesa de la protuberància, ja sigui un quist ple de líquid o un tumor sòlid

Normalment, els quists es detecten amb l'ajuda de mamografies. Tanmateix, la història clínica i l'exploració física també tenen un paper important per establir un diagnòstic precís. Durant aquestes proves, el metge intentarà esbrinar la màxima informació possible sobre els símptomes que ha experimentat la pacient, la seva intensitat i durada i es realitza l'exploració física periòdicament per comprovar si hi ha altres anomalies que puguin existir dins la mama.
Com s'ha esmentat anteriorment, els quists solen ser indetectables al tacte. Per tant, una mamografia pot proporcionar imatges valuoses i clares del teixit mamari. En general, si hi ha alguna anormalitat dins del teixit mamari, es mostrarà a la mamografia. Hi ha dos tipus de mamografies disponibles: 
- Una d'elles s'utilitza principalment en cribratge, i es demanen per a pacients que no presenten cap símptoma i s'anomenen mamografies de cribratge.
- Les mamografies de diagnòstic s'utilitzen en pacients que van desenvolupar certs símptomes d'una afecció mamària o en pacients les mamografies de cribratge de les quals van mostrar anomalies.

Les pacients amb sospita de quists de mama normalment rebran una mamografia diagnòstica, encara que no se sospita que tinguin càncer. Aquest tipus de mamografia ofereix al metge la possibilitat de realitzar una ecografia mamària al mateix temps i per això sovint es prefereixen a les mamografies de cribratge. L'ecografia mamària es considera la millor opció a l'hora de diagnosticar els quists de mama perquè té una precisió del 95 al 100%, proporciona una imatge clara de l'aspecte del quist (simple o complex) i també pot distingir entre grumolls sòlids i quists plens de líquid, que la mamografia no pot fer-ho. Les ecografies mamàries es realitzen amb l'ajuda d'un instrument mèdic de mà que es col·loca sobre la pell, després d'haver-hi aplicat un tipus especial de líquid. L'instrument recull l'eco resultat de les ones sonores que envia al pit. Aquests ecos es transmeten a un ordinador que els tradueix en una imatge.
Els quists de mama poden romandre estables durant molts anys o poden resoldre's espontàniament. La majoria dels quists simples són benignes i no requereixen cap tractament ni estudi diagnòstic addicional. Alguns quists complexos poden requerir més mesures diagnòstiques, com ara l'aspiració amb agulla fina o la biòpsia per excloure el càncer de mama, però la gran majoria és de naturalesa benigna. L'aspiració diagnostica i elimina els quists alhora. És a dir, els quists normalment es resoldran sols després de drenar el líquid. En cas contrari, si el bony no és un quist, el líquid aspirat pot contenir sang o no hi ha líquid en absolut. Mentre que en el primer cas, el líquid s'envia al laboratori per a un examen posterior, aquesta darrera circumstància és un senyal que el nucli mamari és sòlid. Aquest tipus de tumor s'ha de fer una biòpsia per tal de determinar si és maligne o benigne.

## Prevenció
El desenvolupament de quists mamaris es pot prevenir en certa manera, segons la majoria dels especialistes. Les mesures recomanades que es pot prendre per evitar la formació dels quists inclouen practicar una bona salut i evitar determinats medicaments, portar una dieta equilibrada, prendre les vitamines i suplements necessaris, fer exercici i evitar l'estrès.
Tot i que el consum de cafeïna no té una connexió provada científicament amb el procés de desenvolupament del quist, moltes dones afirmen que els seus símptomes s'alleugen si s'evita. Alguns metges recomanen reduir la quantitat de cafeïna en la dieta tant en begudes com en aliments (com la xocolata). També reduir la ingesta de sal pot ajudar a alleujar els símptomes dels quists de mama, tot i que, de nou, no hi ha cap vincle científic entre aquests dos. El consum excessiu de sucre, així com les al·lèrgies alimentàries no detectades, com el gluten o la lactosa, també poden contribuir al desenvolupament del quist.

## Tractament
Els quists de mama no requereixen tractament tret que un quist sigui gran i dolorós o d'una altra manera incòmode. En aquest cas, drenar el líquid d'un quist de mama pot alleujar els símptomes.
Els quists del mugró (normalment infeccions de conductes) poden beneficiar-se d'una compresa calenta per extreure el pus i la crema antibacteriana. Aquests conductes infectats normalment s'aclareixen en pocs dies.
El tractament típic consisteix en una biòpsia d'aspiració amb agulla que normalment es fa amb una xeringa de 10 cc connectada a una agulla d'aspiració amb agulla fina. L'aspiració amb agulla fina permet la recuperació de mostres citològiques que es poden enviar per a una revisió patològica per determinar si el quist és benigne o maligne. Els quists aspirats sovint es repeteixen (tornen aparèixer); el tractament definitiu pot requerir cirurgia. Durant una biòpsia escissional es fa una incisió al voltant de la massa creant un penjall superior i inferior. La massa es dissecciona seguida de la confirmació de l'hemostàsia. Un cop confirmada l'hemostàsia, la ferida es tanca amb una sutura absorbible. La massa s'envia a patologia per a la seva revisió. La patologia pot ajudar a determinar si el cirurgià necessita disseccionar un marge més gran.
Drenar el líquid i esperar després que es resolgui el quist és el principal tractament que s'aplica en aquests casos. A més, si s'aspiren els quists i el líquid es veu normal, no requereixen cap altra atenció mèdica a part del seguiment per assegurar-se que han desaparegut completament. La teràpia hormonal, mitjançant anticonceptius orals, de vegades es prescriu per reduir-ne la recurrència i per regular el cicle menstrual de la pacient (que és probable que els provoqui en primer lloc). També es pot prescriure danazol per tractar aquesta afecció i normalment es considera en pacients en els quals el tractament no mèdic falla i els símptomes són intensos.
L'extirpació quirúrgica d'un quist de mama només és necessària en algunes circumstàncies inusuals. Si un quist de mama incòmode es repeteix mes rere mes, o si un quist de mama conté líquid tenyit de sang i mostra altres signes preocupants, es pot considerar la cirurgia.

## Epidemiologia
S'estima que el 7% de les dones del món occidental desenvolupen quists de mama palpables.
En els homes, l'aparició de quists de mama és poc freqüent i pot (però no necessàriament) ser una indicació de malignitat.

## Quists i sostenidors esportius
Algunes dones experimenten dolor de mama, especialment quan fan una activitat física intensa. Un sostenidor esportiu ben ajustat, que comprimeix o encapsula el teixit mamari, està dissenyat per reduir el dolor causat per l'exercici.